# Filippo Perucchini
Filippo Perucchini (* 6. Oktober 1991 in Bergamo) ist ein italienischer Fußballtorwart. Er absolvierte mehr als 100 Spiele für die US Lecce und steht aktuell bei der US Pistoiese unter Vertrag.

## Karriere

### Verein
Perucchini wurde im oberitalienischen Bergamo geboren und begann beim lokalen Klub AlbinoLeffe mit dem Fußballspielen. Als Elfjähriger ging er zum AC Mailand, wo er acht Jahre ausgebildet wurde. Mit der U17 des Vereins wurde er 2007 Jugendmeister, mit der U-20 im Jahr 2010 italienischer Juniorenpokalsieger. Ab der Saison 2008/09 wurde er sporadisch in den Kader der Profis berufen und gehörte diesem ab 2010 dauerhaft an.
Bis zu seinem Wechsel zum Zweitligisten US Lecce zur Spielzeit 2013/14 ohne einen Profieinsatz für die Rossoneri wurde der Torwart an verschiedene unterklassige Vereine verliehen. Mit Lecce absolvierte er 51 seiner 101 Spiele für den Verein in der drittklassigen Serie C.
Zur Saison 2016/17 verpflichtete ihn der Erstligist FC Bologna, für den er allerdings auch nie spielte, er wurde lediglich zweimal verliehen, auch an seinen Ex-Klub Lecce.
Zweitligist Ascoli Calcio nahm Perucchini dann im Sommer 2018 als zweiten Torhüter unter Vertrag.

### Nationalmannschaft
Perucchini absolvierte sieben Partien im Tor der italienischen U-17-Junioren.

## Trivia
Filippo Perucchini erlangte weltweite Berühmtheit durch ein viral gegangenes Video einer Spielszene. Am 27. Dezember 2018 spielte er mit seinem Klub Ascoli Calcio beim Tabellenführer der Serie B, der US Palermo. Nach dem Rückpass eines Mannschaftskollegen wollte Perucchini einem herannahenden Angreifer Palermos ausweichen und dribbelte dabei mit dem Ball am Fuß ins eigene Tor. Das Spiel endete mit 3:0 für Palermo.